# بورصة جاكرتا
بورصة جاكرتا كانت بورصة عاملة ومقرها جاكرتا في إندونيسيا، قبل أن تندمج مع بورصة سورابايا لتشكيل البورصة الإندونيسية.

## التاريخ
تم افتتاحها في الأصل في عام 1912 تحت الحكم الاستعماري الهولندي، وتم إعادة افتتاحه في عام 1977 بعد عدة عمليات إغلاق خلال الحرب العالمية الأولى والحرب العالمية الثانية. بعد إعادة فتحها في عام 1977 كانت البورصة تحت إدارة وكالة الإشراف على أسواق رأس المال المنشأة حديثًا والتي كانت مسؤولة أمام وزارة المالية. نما نشاط التداول والقيمة السوقية جنبًا إلى جنب مع تطوير الأسواق المالية الإندونيسية والقطاع الخاص والذي أبرزته حركة تصاعدية كبيرة في عام 1990. في 13 يوليو 1992 تمت خصخصة البورصة تحت ملكية شركة جاكرتا للصرافة. من بابيبام تغيرت لتصبح وكالة الإشراف على سوق رأس المال. في 22 مارس 1995 أطلقت بورصة جاكرتا نظام تجارة جاكرتا الآلي. في سبتمبر 2007 اندمجت بورصة جاكرتا وبورصة سورابايا لتشكيل البورصة الإندونيسية من قبل وزير المالية الإندونيسي.

## مؤشرات الأسهم
اثنان من المؤشرات الرئيسية لسوق الأوراق المالية المستخدمة لقياس والإبلاغ عن التغيرات في القيمة في مجموعات الأسهم التمثيلية هما مؤشر أسعار الأسهم الموحد ومؤشر جاكرتا الإسلامي. تأسس مؤشر جاكرتا الإسلامي في عام 2002 ليكون بمثابة معيار في قياس أنشطة السوق على أساس الشريعة الإسلامية. حاليا هناك ما يقرب من 30 شركة مساهمة مدرجة في مؤشر جاكرتا الإسلامي. تم إطلاق مؤشرات فتسي/آسيان من قبل خمس بورصات آسيان (بورصة سنغافورة وبورصة ماليزيا وبورصة تايلاند وبورصة جاكرتا وبورصة الفلبين للأوراق المالية) ومؤشر مزود عالمي للمؤشر فتسي/آسيان في 21 سبتمبر 2005. تم تصميم خمسة أسواق من دول رابطة أمم جنوب شرق آسيا (إسيان) باستخدام معايير دولية، وتعويم حر معدّل، وعلى أساس معيار تصنيف الصناعة. تشتمل المؤشرات على مؤشر فتسي/آسيان ومؤشر
فتسي/آسيان 40 القابل للتداول. يتم حساب مؤشر 40 على أساس الوقت الفعلي من الساعة 9:00 صباحًا ويتم حساب مؤشر الإغلاق في الساعة 6:00 مساءً بتوقيت توقيت سنغافورة. يتم احتساب مؤشر فتسي/آسيان القياسي على أساس نهاية اليوم.

## الاندماج
اندمجت كل من بورصة جاكرتا وبورصة سورابايا للأوراق المالية لتشكيل كيان جديد تحت مسمى بورصة إندونيسيا.